# Endasys minutulus
Endasys minutulus är en stekelart som först beskrevs av Thomson 1883.  Endasys minutulus ingår i släktet Endasys och familjen brokparasitsteklar. Arten är reproducerande i Sverige. Inga underarter finns listade i Catalogue of Life.